# Eutrachelus temminckii
Eutrachelus temminckii – gatunek chrząszcza z rodziny Brentidae. Jest największym przedstawicielem rodziny, samce osiągają 75 mm długości. Samice są mniejsze, mają węższą głowę i ryjek. Zasięg występowania obejmuje Borneo, Indonezję (Jawę, Sumatrę) i Malezję. Nazwa gatunkowa honoruje Coenraada Jacoba Temmincka.